# The Joshua Tree Tour
Joshua Tree Tour foi uma turnê mundial da banda de rock irlandesa U2. Destinada à promoção do álbum The Joshua Tree, teve início em 2 de abril de 1987 no Arizona State University Activity Center, em Tempe, Estados Unidos, terminando em 20 de dezembro de 1987 no mesmo local.
A turnê foi composta por 3 partes e 111 shows ao todo. Toda a primeira etapa ocorreu somente nos Estados Unidos. A segunda etapa ocorreu por vários países da Europa. A terceira etapa ocorreu na América do Norte, nos Estados Unidos e Canadá.

## Filmagens de Rattle and Hum (documentário)
A banda filmou e gravou diversos shows da turnê do álbum e documentário Rattle and Hum. A banda filmou as imagens em preto-e-branco em duas noites na cidade de Denver, nos dias 7 e 8 de novembro de 1987.

"Eu estava perdido na música e no início de qualquer viagem que você está apenas começando a conhecer a fisicalidade do palco ... e você superestimando sua própria materialidade. Você acha que é feito de metal e você não é. Cortes e contusões, é o que eu me lembro de 'The Joshua Tree'".

— Bono 
Eles escolheram a cidade depois que fizeram o sucesso de seu vídeo Under a Blood Red Sky, filmado no Red Rocks Amphitheatre, em 1983. Sete músicas do segundo show utilizados no filme.
Em 1 de abril de 1987, durante os ensaios, Bono caiu em um refletor que ele estava carregando em uma versão da canção "Bullet the Blue Sky", abrindo um corte no queixo. Bono sofreu outra lesão, desta vez, em 20 de setembro do mesmo ano, durante um concerto no RFK Stadium em Washington, D.C. na terceira etapa da turnê. Deslocou o braço durante a chuva, completando a performance, depois de colocarem seu braço de volta no lugar. Fez 12 shows com seu braço em uma tipóia entre 22 de setembro e 20 de outubro de 1987.

## Datas da turnê

### 1ª Etapa: América do Norte (1987)
| Data        | Cidade          | País           | Local                                    |
| ----------- | --------------- | -------------- | ---------------------------------------- |
| 2 de Abril  | Tempe           | Estados Unidos | Arizona State University Activity Center |
| 4 de Abril  | Tempe           | Estados Unidos | Arizona State University Activity Center |
| 5 de Abril  | Tucson          | Estados Unidos | Tucson Convention Center                 |
| 7 de Abril  | Houston         | Estados Unidos | The Summit                               |
| 8 de Abril  | Houston         | Estados Unidos | The Summit                               |
| 10 de Abril | Las Cruces      | Estados Unidos | Pan American Center                      |
| 12 de Abril | Las Vegas       | Estados Unidos | Thomas and Mack Center                   |
| 13 de Abril | San Diego       | Estados Unidos | San Diego Sports Arena                   |
| 17 de Abril | Los Angeles     | Estados Unidos | Los Angeles Sports Arena                 |
| 18 de Abril | Los Angeles     | Estados Unidos | Los Angeles Sports Arena                 |
| 20 de Abril | Los Angeles     | Estados Unidos | Los Angeles Sports Arena                 |
| 21 de Abril | Los Angeles     | Estados Unidos | Los Angeles Sports Arena                 |
| 22 de Abril | Los Angeles     | Estados Unidos | Los Angeles Sports Arena                 |
| 24 de Abril | San Francisco   | Estados Unidos | Cow Palace                               |
| 25 de Abril | San Francisco   | Estados Unidos | Cow Palace                               |
| 29 de Abril | Chicago         | Estados Unidos | Rosemount Horizon                        |
| 30 de Abril | Detroit         | Estados Unidos | Pontiac Silverdome                       |
| 2 de Maio   | Worcester       | Estados Unidos | Centrum                                  |
| 3 de Maio   | Worcester       | Estados Unidos | Centrum                                  |
| 4 de Maio   | Worcester       | Estados Unidos | Centrum                                  |
| 7 de Maio   | Hartford        | Estados Unidos | Civic Center                             |
| 8 de Maio   | Hartford        | Estados Unidos | Civic Center                             |
| 9 de Maio   | Hartford        | Estados Unidos | Civic Center                             |
| 11 de Maio  | East Rutherford | Estados Unidos | Meadowlands Arena                        |
| 12 de Maio  | East Rutherford | Estados Unidos | Meadowlands Arena                        |
| 13 de Maio  | East Rutherford | Estados Unidos | Meadowlands Arena                        |
| 15 de Maio  | East Rutherford | Estados Unidos | Meadowlands Arena                        |
| 16 de Maio  | East Rutherford | Estados Unidos | Meadowlands Arena                        |

### 2ª Etapa: Europa
| Data         | Cidade      | País             | Local                                     |
| ------------ | ----------- | ---------------- | ----------------------------------------- |
| 27 de Maio   | Roma        | Itália           | Stadio Flaminio                           |
| 29 de Maio   | Módena      | Itália           | Stadio Alberto Braglia                    |
| 30 de Maio   | Módena      | Itália           | Stadio Alberto Braglia                    |
| 2 de Junho   | Londres     | Inglaterra       | Wembley Arena                             |
| 3 de Junho   | Birmingham  | Inglaterra       | National Exhibition Centre                |
| 6 de Junho   | Gotemburgo  | Suécia           | Eriksberg Shipyard Docks                  |
| 8 de Junho   | Budapeste   | Hungria          | Népstadion                                |
| 11 de Junho  | Londres     | Inglaterra       | Wembley Stadium                           |
| 12 de Junho  | Londres     | Inglaterra       | Wembley Stadium                           |
| 15 de Junho  | Paris       | França           | Le Zénith                                 |
| 17 de Junho  | Cologne     | Alemanha         | Müngersdorfer Stadium                     |
| 18 de Junho  | Poznań      | Polónia          | Hala Arena                                |
| 19 de Junho  | Varsóvia    | Polónia          | Sala Kongresowa                           |
| 21 de Junho  | Basel       | Suíça            | St. Jakob Stadium                         |
| 24 de Junho  | Belfast     | Irlanda do Norte | King's Hall                               |
| 27 de Junho  | Dublin      | Irlanda          | Croke Park                                |
| 28 de Junho  | Dublin      | Irlanda          | Croke Park                                |
| 1 de Julho   | Leeds       | Inglaterra       | Elland Road                               |
| 4 de Julho   | Paris       | França           | Hippodrome de Vincennes                   |
| 5 de Julho   | Paris       | França           | Hippodrome de Vincennes                   |
| 8 de Julho   | Bruxelas    | Bélgica          | Forest National                           |
| 10 de Julho  | Rotterdam   | Holanda          | Feijenoord Stadion                        |
| 11 July 1987 | Rotterdam   | Holanda          | Feijenoord Stadion                        |
| 15 July 1987 | Madrid      | Espanha          | Santiago Bernabéu Stadium                 |
| 18 de Julho  | Montpellier | França           | Espace Richter                            |
| 21 de Julho  | Munique     | Alemanha         | Olympiahalle                              |
| 22 de Julho  | Munique     | Alemanha         | Olympiahalle                              |
| 25 de Julho  | Cardiff     | Wales            | Cardiff Arms Park                         |
| 29 de Julho  | Glasgow     | Escócia          | Scottish Exhibition and Conference Centre |
| 30 de Julho  | Glasgow     | Escócia          | Scottish Exhibition and Conference Centre |
| 1 de Agosto  | Edimburgo   | Escócia          | Murrayfield Stadium                       |
| 3 de Agosto  | Birmingham  | Inglaterra       | National Exhibition Centre                |
| 4 de Agosto  | Birmingham  | Inglaterra       | National Exhibition Centre                |
| 8 de Agosto  | Cork        | Irlanda          | Páirc Uí Chaoimh                          |

### 3ª Etapa: América do Norte
| Data           | Cidade               | País           | Local                                |
| -------------- | -------------------- | -------------- | ------------------------------------ |
| 10 de Setembro | Uniondale            | Estados Unidos | Nassau Coliseum                      |
| 11 de Setembro | Uniondale            | Estados Unidos | Nassau Coliseum                      |
| 12 de Setembro | Filadélfia           | Estados Unidos | The Spectrum                         |
| 14 de Setembro | East Rutherford      | Estados Unidos | Giants Stadium                       |
| 17 de Setembro | Boston               | Estados Unidos | Boston Garden                        |
| 18 de Setembro | Boston               | Estados Unidos | Boston Garden                        |
| 20 de Setembro | Washington, D.C.     | Estados Unidos | Robert F. Kennedy Memorial Stadium   |
| 22 de Setembro | Foxborough           | Estados Unidos | Foxboro Stadium                      |
| 23 de Setembro | New Haven            | Estados Unidos | New Haven Coliseum                   |
| 25 de Setembro | Filadélfia           | Estados Unidos | JFK Stadium                          |
| 28 de Setembro | Nova Iorque          | Estados Unidos | Madison Square Garden                |
| 29 de Setembro | Nova Iorque          | Estados Unidos | Madison Square Garden                |
| 1 de Outubro   | Montreal             | Canadá         | Olympic Stadium                      |
| 3 de Outubro   | Toronto              | Canadá         | Canadian National Exhibition Stadium |
| 6 de Outubro   | Cleveland            | Estados Unidos | Cleveland Stadium                    |
| 7 de Outubro   | Buffalo              | Estados Unidos | [[Buffalo Memorial Auditorium        |
| 9 de Outubro   | Syracuse             | Estados Unidos | Carrier Dome                         |
| 11 de Outubro  | Rochester            | Estados Unidos | Silver Stadium                       |
| 13 de Outubro  | Pittsburgh           | Estados Unidos | Three Rivers Stadium                 |
| 20 de Outubro  | Iowa                 | Estados Unidos | Carver–Hawkeye Arena                 |
| 22 de Outubro  | Champaign (Illinois) | Estados Unidos | Assembly Hall                        |
| 23 de Outubro  | Lexington            | Estados Unidos | Rupp Arena                           |
| 25 de Outubro  | St. Louis            | Estados Unidos | St. Louis Arena                      |
| 26 de Outubro  | Kansas City          | Estados Unidos | Kemper Arena                         |
| 28 de Outubro  | Chicago              | Estados Unidos | Rosemont Horizon                     |
| 29 de Outubro  | Chicago              | Estados Unidos | Rosemont Horizon                     |
| 30 de Outubro  | Chicago              | Estados Unidos | Rosemont Horizon                     |
| 1 de Novembro  | Indianapolis         | Estados Unidos | Hoosier Dome                         |
| 3 de Novembro  | St. Paul             | Estados Unidos | St. Paul Civic Center                |
| 4 de Novembro  | St. Paul             | Estados Unidos | St. Paul Civic Center                |
| 7 de Novembro  | Denver               | Estados Unidos | McNichols Arena                      |
| 8 de Novembro  | Denver               | Estados Unidos | McNichols Arena                      |
| 11 de Novembro | San Francisco        | Estados Unidos | Justin Herman Plaza                  |
| 12 de Novembro | Vancouver            | Canadá         | BC Place Stadium                     |
| 14 de Novembro | Oakland              | Estados Unidos | Oakland Coliseum                     |
| 15 de Novembro | Oakland              | Estados Unidos | Oakland Coliseum                     |
| 17 de Novembro | Los Angeles          | Estados Unidos | Los Angeles Memorial Coliseum        |
| 18 de Novembro | Los Angeles          | Estados Unidos | Los Angeles Memorial Coliseum        |
| 22 de Novembro | Austin               | Estados Unidos | Frank Erwin Center                   |
| 23 de Novembro | Fort Worth           | Estados Unidos | Tarrant County Convention Center     |
| 24 de Novembro | Fort Worth           | Estados Unidos | Tarrant County Convention Center     |
| 26 de Novembro | Baton Rouge          | Estados Unidos | Thomas Assembly Center               |
| 28 de Novembro | Murfreesboro         | Estados Unidos | Charles M. Murphy Athletic Center    |
| 3 de Dezembro  | Miami                | Estados Unidos | Orange Bowl                          |
| 5 de Dezembro  | Tampa                | Estados Unidos | Tampa Stadium                        |
| 8 de Dezembro  | Atlanta              | Estados Unidos | The Omni                             |
| 9 de Dezembro  | Atlanta              | Estados Unidos | The Omni                             |
| 11 de Dezembro | Hampton              | Estados Unidos | Hampton Coliseum                     |
| 12 de Dezembro | Hampton              | Estados Unidos | Hampton Coliseum                     |
| 19 de Dezembro | Tempe                | Estados Unidos | Sun Devil Stadium                    |
| 20 de Dezembro | Tempe                | Estados Unidos | Sun Devil Stadium                    |